# Олег Дементиенко
Олег Дементиенко (на македонска литературна норма: Олег Дементиенко) е поет от Северна Македония.

## Биография
Роден е на 25 декември 1956 година в Скопие, тогава в Югославия. Завършва Икономическия факултет в Скопския университет. Член е на Дружеството на писателите на Македония от 1989 година.

## Творчество
- Дијаграм (1985),
- Траги во шуматта (1989),
- Заробени ветришта (1995),
- Скриени ветришта (1996).